# Carpineto Romano

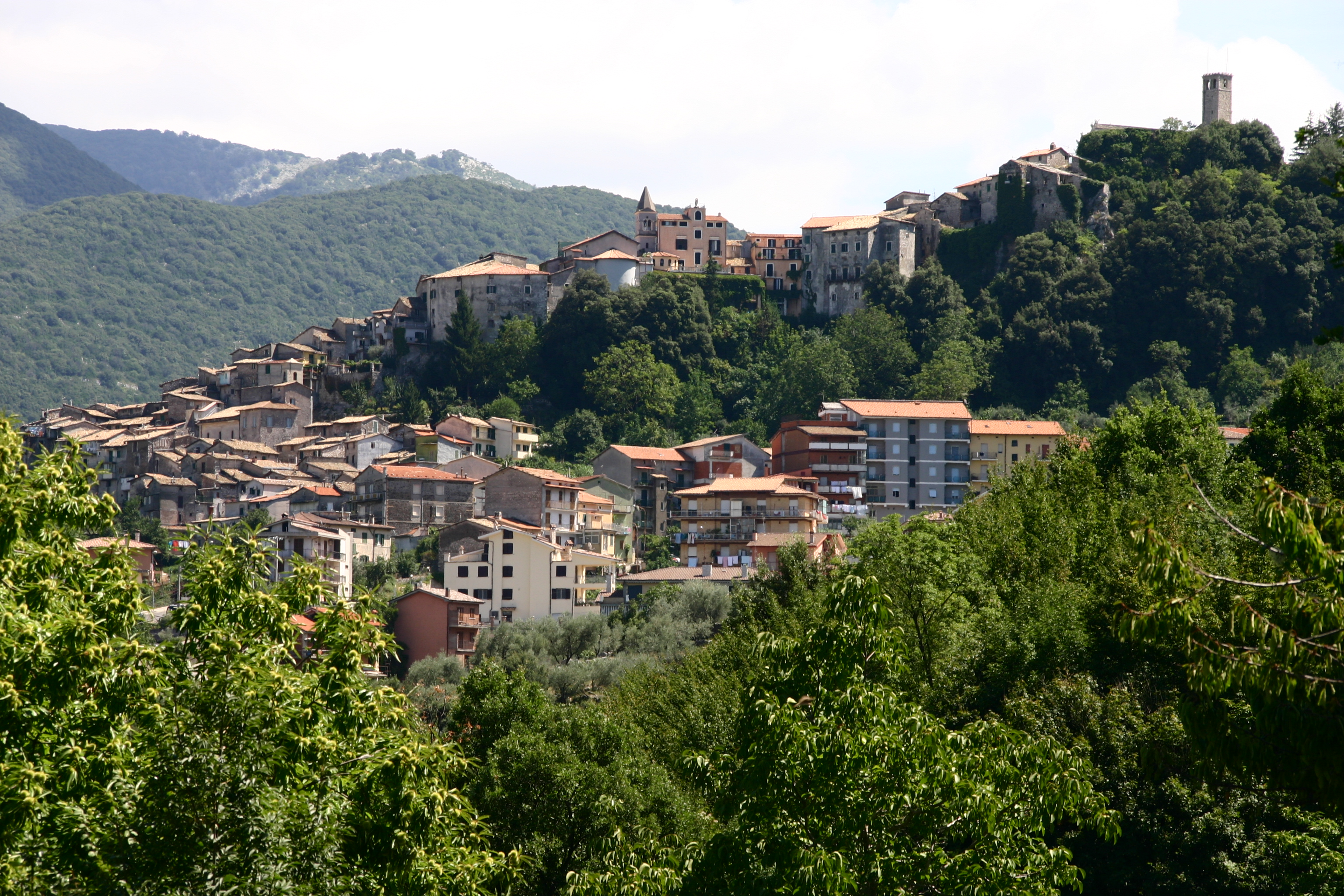
Carpineto Romano

Carpineto Romano ist eine italienische Gemeinde in der Metropolitanstadt Rom in der Region Latium. Sie hat 3995 Einwohner (Stand 31. Dezember 2023).

## Geografie
Carpineto Romano liegt im Zentrum der Monti Lepini, einem Höhenzug zwischen der Pontinischen Ebene und dem Saccotal. Es liegt 72 km südöstlich von Rom und 47 km südwestlich von Frosinone.
Der Ort teilt sich seit dem Mittelalter in die Viertel Dammonte, um den Palazzo Pecci auf einer Anhöhe gelegen, und Dabballe im darunterliegenden Tal. Diese teilen sich wiederum in die sieben historischen Rioni San Pietro, Jo Lago, Jo Casteglio (Dammonte) sowie San Giacomo, Jo Moro, San Agostino und Jo Curso (Dabballe).
Der Ort ist Mitglied der Comunità Montana Monti Lepini.
Die Nachbargemeinden sind Bassiano (LT), Gorga (RM), Maenza (LT), Montelanico, Norma (LT), Roccagorga (LT), Sezze (LT) und Supino (FR).

### Verkehr
Carpineto liegt an der Strada regionale 609 Carpinetana (SR 609), die Colleferro im Tal des Sacco mit Priverno verbindet. Die nächste Autobahnauffahrt, auf die A1 Autostrada del Sole, befindet sich genauso in Colleferro wie der nächste Bahnhof an der Bahnstrecke Rom–Neapel.

## Bevölkerungsentwicklung
| Jahr      | 1881 | 1901 | 1921 | 1936 | 1951 | 1971 | 1991 | 2001 | 2011 |
| --------- | ---- | ---- | ---- | ---- | ---- | ---- | ---- | ---- | ---- |
| Einwohner | 4014 | 4801 | 5718 | 5706 | 6285 | 5220 | 5189 | 4936 | 4642 |

Quelle ISTAT

## Politik
Stefano Cacciotti wurde am 23. Juni 2019 zum neuen Bürgermeister gewählt.
Bürgermeister von Carpineto Romano:
- 1995–2004: Quirino Briganti (Mitte-links-Bündnis)
- 2004–2009: Emilio Cacciotti (Mitte-links-Bündnis)
- 2009–2014: Quirino Briganti (PD)
- 2014–2019: Matteo Battisti (PD)
- seit 2019: Stefano Cacciotti

### Partnerstädte
- Wadowice in Kleinpolen
- Ħamrun auf Malta
- Cascia in Umbrien

## Sehenswürdigkeiten
- Das Museo Leoniano im Palazzo Pecci, das „Papst-Leo-Museum“
- Das Museo della Reggia dei Volsci im Palazzo Aldobrandini, ein Historisches und Kunstmuseum. Eigentlich sollte hier das Gemälde der Heilige Franziskus in Meditation von Caravaggio gezeigt werden, das in Rom restauriert wurde. Es befindet sich aber immer noch in der Galleria Barberini in Rom.[3]
- Die Kirche Santa Maria del Popolo aus dem 12. Jahrhundert
- San Michele Arcangelo im gotischen Stil
- Reste einer Zyklopenmauer

## Kulinarische Spezialitäten
Die bekannten Spezialitäten von Carpineto sind Kastanien und Trüffel.

## Regelmäßige Feste
Ende August oder Anfang September findet der Pallio della Carriera statt. Dabei messen sich die historischen Rioni in einem Ringreiten.

## Söhne und Töchter der Stadt
Aus dem Adelsgeschlecht der Pecci (Palazzo Pecci) ging Gioacchino Pecci als Papst Leo XIII. (Pontifikat: 1878–1903) hervor.